# Exercício militar

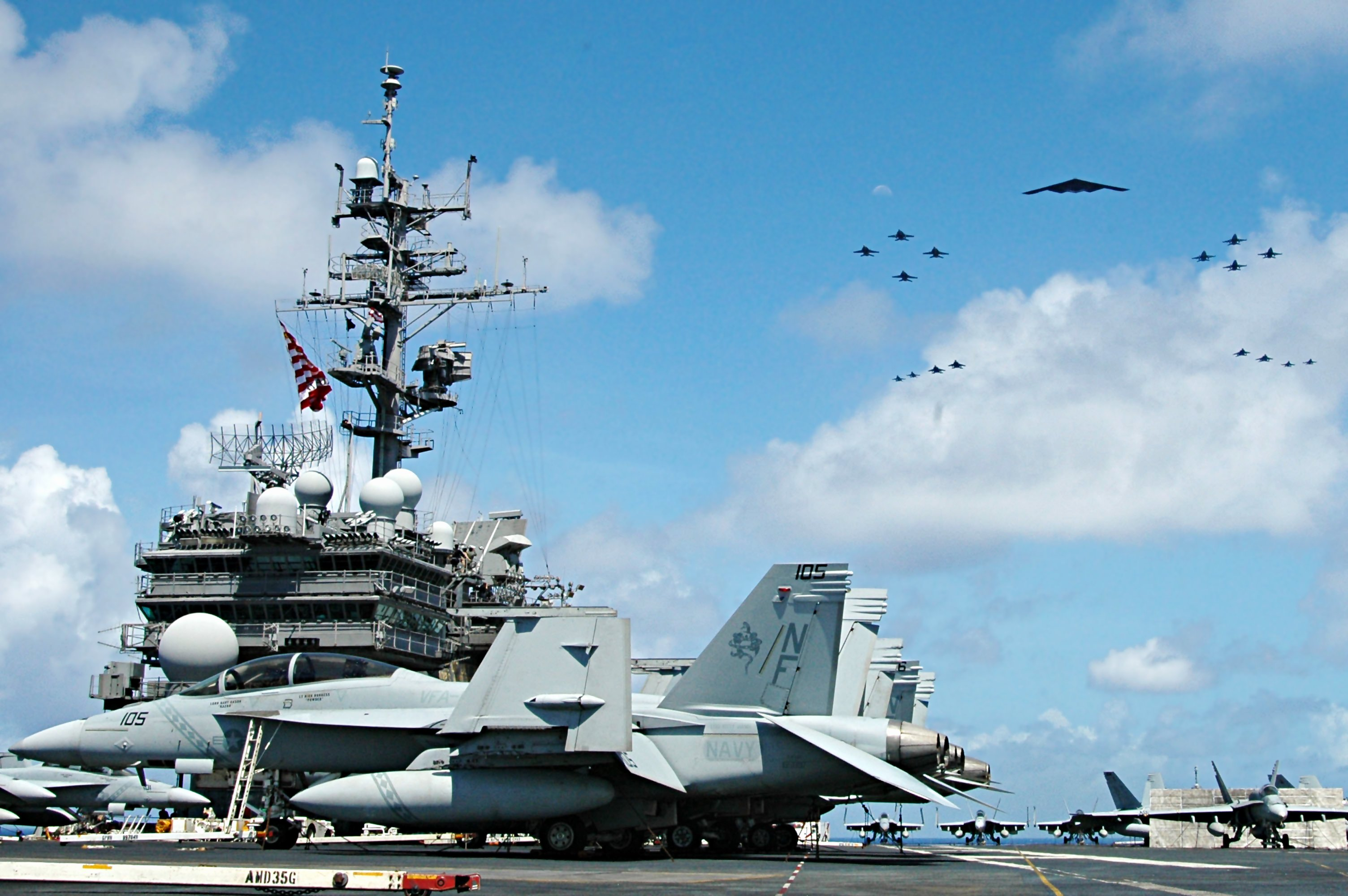
O porta-aviões americano USS Kitty Hawk (CV-63) durante um exercício de treinamento intitulado Valiant Shield, em 2006.

Um exercício militar, exercício de treinamento ou jogos de guerras é o emprego de recursos militares no treinamento para operações militares. Exercícios militares são realizados para explorar os efeitos da guerra ou testar táticas e estratégias sem combate real. Eles também garantem a prontidão de combate de forças guarnecidas ou destacáveis antes do destacamento de uma base doméstica.
Enquanto tanto os jogos de guerra quanto os exercícios militares visam simular condições e cenários reais com a finalidade de preparar e analisar esses cenários, a distinção entre um jogo de guerra e um exercício militar é determinada, principalmente, pelo envolvimento de forças militares reais dentro da simulação, ou falta dela. Os exercícios militares se concentram na simulação de operações militares reais em grande escala em condições hostis controladas, na tentativa de reproduzir decisões e atividades em tempo de guerra para fins de treinamento ou para analisar o resultado de possíveis decisões em tempo de guerra. Jogos de guerra, no entanto, podem ser muito menores do que operações militares em grande escala, normalmente não incluem o uso de equipamentos militares funcionais, e decisões e ações são realizadas por jogadores artificiais para simular possíveis decisões e ações dentro de um cenário artificial que geralmente representa um modelo de um cenário do mundo real. Além disso, a modelagem matemática é usada na simulação de jogos de guerra para fornecer um método quantificável de dedução. No entanto, é raro que um jogo de guerra seja dependente de resultados quantitativos, e o uso de jogos de guerra é mais frequentemente encontrado em situações em que fatores qualitativos do cenário simulado são necessários para serem determinados.
O uso real de jogos de guerra e os resultados que eles podem fornecer são limitados por possibilidades. Jogos de guerra não podem ser usados para alcançar resultados preditivos, pois a natureza da guerra e os cenários que os jogos de guerra visam simular não são deterministas. Portanto, os jogos de guerra são usados principalmente para considerar múltiplos resultados possíveis de qualquer decisão, ou número de decisões, tomadas no cenário simulado. Esses possíveis resultados são analisados e comparados, e relações de causa e efeito são tipicamente buscadas para os fatores desconhecidos dentro da simulação. São tipicamente as relações entre aspectos visuais da simulação que auxiliam na avaliação dos problemas que são simulados dentro de jogos de guerra, como localizações geográficas e posicionamentos que seriam difíceis de discernir ou analisar em escala real e para ambientes complexos.
Exercícios militares envolvendo vários ramos de um mesmo exército são conhecidos como exercícios conjuntos, enquanto exercícios militares envolvendo dois ou mais países são conhecidos como exercícios combinados, de coalizão, bilaterais ou multilaterais, dependendo da natureza da relação entre os países e do número deles envolvidos. Estes exercícios permitem uma melhor coordenação entre os militares e a observação das tácticas inimigas, e servem como uma demonstração visível de força e cooperação para os países participantes. De acordo com um estudo de 2021, exercícios militares conjuntos dentro de alianças bem definidas geralmente dissuadem adversários sem produzir um risco moral por causa do escopo estreito da aliança, enquanto exercícios militares conjuntos fora de uma aliança (que são extremamente raros) geralmente levam à escalada do conflito.
Exercícios nos séculos 20 e 21 foram frequentemente identificados por um codinome único da mesma forma que operações militares de contingência e operações de combate como a Operação Fúria Fantasma.
Os exercícios militares às vezes são usados como cobertura para a construção de uma invasão real, como nos casos da invasão da Tchecoslováquia pelo Pacto de Varsóvia e da invasão russa da Ucrânia em 2022, ou podem provocar opositores em paz a percebê-la como tal, como no caso do Able Archer 83.

## História

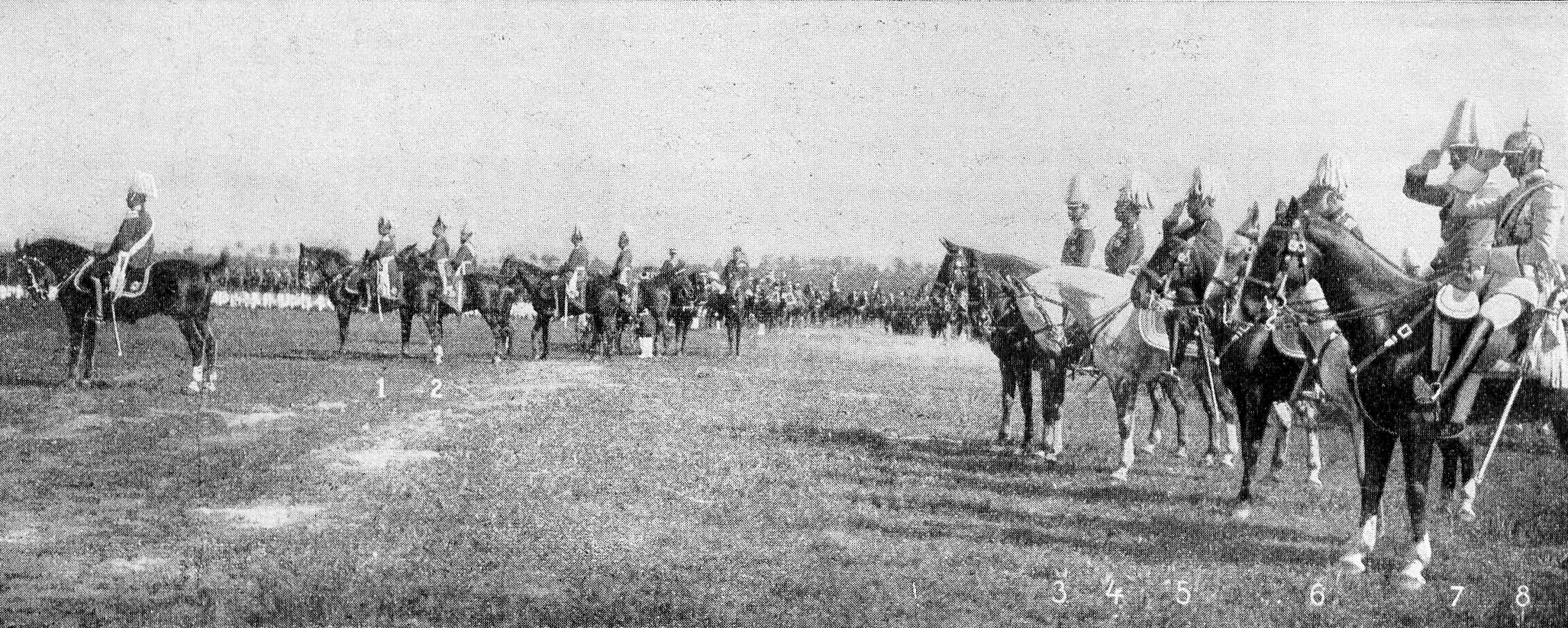
Exercício militar alemão pré-Primeira Guerra Mundial Herbstmanöver no sul da Alemanha, outono de 1909 (imperador Guilherme II segundo à esquerda)

O uso de exercícios militares e jogos de guerra pode ser encontrado desde o início do século 19, onde foram os oficiais do Exército Prussiano que criaram a forma contemporânea e tática de jogos de guerra que desde então foram mais amplamente utilizados e desenvolvidos por outros conglomerados militares em todo o mundo. Formas não-táticas de jogos de guerra existem há muito mais tempo, no entanto, nas formas de jogos de mesa, como xadrez e Go.
O uso moderno de exercícios militares surgiu da necessidade militar de estudar a guerra e reencenar antigas batalhas para fins de aprendizagem. Durante a era de Kabinettskriege (guerras de gabinete), Frederico, o Grande, rei da Prússia de 1740 a 1786, "montou seus exércitos como um mecanismo de relógio bem oleado cujos componentes eram guerreiros semelhantes a robôs. Nenhuma iniciativa individual foi permitida aos soldados de Frederico; seu único papel era cooperar na criação de paredes de projéteis por meio de poder de fogo sincronizado." Isso foi na busca de um exército mais eficaz, e tais práticas tornaram mais fácil olhar para a guerra de uma perspectiva de cima para baixo. Tropas disciplinadas devem responder previsivelmente, permitindo que o estudo se limite a manobras e comando.
A vitória da Prússia sobre o Segundo Império Francês na Guerra Franco-Prussiana (1870-71) é às vezes parcialmente creditada ao treinamento de oficiais prussianos com o jogo de guerra Kriegsspiel, que foi inventado por volta de 1811 e ganhou popularidade com muitos oficiais do exército prussiano. Esses primeiros jogos de guerra eram jogados com dados que representavam "atrito", ou a intrusão de circunstâncias menos do que ideais durante uma guerra real (incluindo moral, meteorologia, nevoeiro da guerra, etc.).
Os militares do século 21 ainda usam jogos de guerra para simular guerras futuras e modelar sua reação. Segundo Manuel de Landa, após a Segunda Guerra Mundial, o Comando, Controle e Comunicações (C3) foi transferido dos militares para a RAND Corporation, o primeiro think tank. Por volta de meados do século 20, jogos de guerra simulados por computador foram criados para substituir os métodos tradicionais de jogos de guerra com o objetivo de otimizar e acelerar o processo e tornar possível analisar cenários mais complexos com maior facilidade. Em 1958, a Escola de Guerra Naval instalou um sistema de jogos de guerra de computador onde suas atividades tradicionais de jogos de guerra eram realizadas. O sistema foi chamado de Sistema de Guerra Eletrônica da Marinha e custou mais de US$ 10 milhões para ser instalado.  A mudança dos métodos tradicionais de jogos de guerra para os simulados eletrônicos por computador significou que o valor e a precisão de uma simulação de jogo de guerra eram menos dependentes de habilidades e experiências individuais, e mais dependentes de dados quantitativos e métodos de análise complicados.

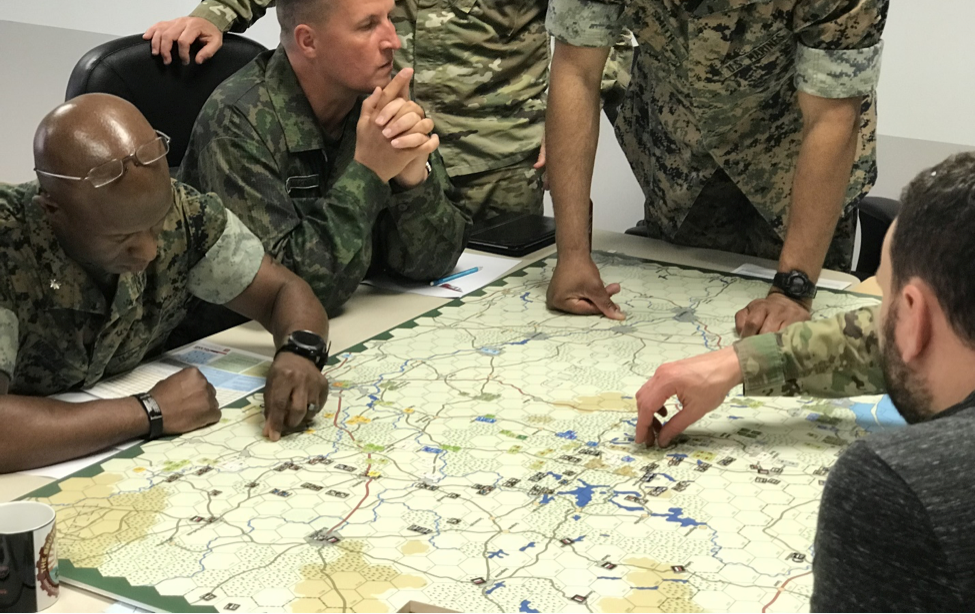
Um jogo de guerra na Escola Superior de Guerra do Corpo de Fuzileiros Navais dos EUA, 2019

Von Neumann foi empregado pela RAND Corporation, e sua teoria dos jogos foi usada em jogos de guerra para modelar a dissuasão nuclear durante a Guerra Fria. Assim, a estratégia nuclear dos EUA foi definida usando jogos de guerra, "SAM" representando os EUA e "IVAN" representando a União Soviética.
A teoria inicial dos jogos incluía apenas jogos de soma zero, o que significa que quando um jogador ganhava, o outro perdia automaticamente. O dilema do prisioneiro, que modela a situação de dois prisioneiros em que cada um tem a opção de trair ou não o outro, deu três alternativas ao jogo:
- Nenhum dos presos trai o outro, e ambos recebem penas de curta duração
- Um prisioneiro trai o outro e é libertado, enquanto o outro recebe uma longa sentença
- Ambos os presos traem um ao outro, e ambos recebem penas de tamanho médio

Esse modelo deu a base para a doutrina nuclear de retaliação maciça. A falácia da soma zero e os jogos cooperativos só seriam teorizados mais tarde, enquanto a evolução da tecnologia nuclear e dos mísseis tornou obsoleta a estratégia nuclear de retaliação maciça.

## Tipos

### Posto de comando
Um Exercício de Posto de Comando (CPX) normalmente se concentra na prontidão para a batalha de equipes, como um Comando Combatente Unificado específico ou um de seus componentes em qualquer nível. Ele pode ser executado em paralelo com uma FTX ou seu equivalente, ou como um evento autônomo para a equipe da sede apenas com grande ênfase em eventos simulados.

### Campo
Nomes históricos para o exercício de campo, ou o ensaio em grande escala de manobras militares como prática para a guerra nos serviços militares da Comunidade Britânica incluem "esquemas", enquanto os dos serviços militares dos Estados Unidos são conhecidos como Exercícios de Treinamento de Campo (FTX), ou, no caso das forças navais, Exercícios de Frota (FLEETEX). Em um exercício de campo ou exercício de frota, os dois lados na batalha simulada são normalmente chamados de "vermelho" (simulando as forças inimigas) e "azul", para evitar nomear um adversário em particular.  Esta convenção de nomenclatura tem origem nos inventores do jogo de guerra de mesa (o "Kriegsspiel"), o prussiano Georg von Reisswitz; seu exército usava azul prussiano, então as forças amigas eram representadas pela cor azul.

### Forças múltiplas
Várias forças armadas diferentes da mesma nação treinando juntas são descritas como tendo um exercício conjunto. Aqueles que envolvem forças de várias nações são descritos como tendo um exercício combinado ou exercício de coalizão. Estes são chamados de exercício bilateral, se baseado em acordos de segurança entre duas nações, ou exercício multilateral, se o acordo for entre várias nações.

### Simulação
Outros tipos de exercício incluem o Exercício Tático Sem Tropas (TEWT), também conhecido como mesa de areia, mapa, modelo de pano ou exercício de simulação computacional. Estes permitem que os comandantes manipulem modelos através de possíveis cenários no planejamento militar. Isso também é chamado de simulação de guerra, ou em alguns casos um campo de batalha virtual, e no passado foi descrito como "jogos de guerra". Tais exemplos de jogos de guerra militares modernos incluem DARWARS, um jogo sério desenvolvido desde 2003 pela DARPA com a BBN Technologies, uma empresa de defesa que esteve envolvida no desenvolvimento de comutação de pacotes, usado para a ARPANET, e que desenvolveu o primeiro modem de computador em 1963.
As operações e o treinamento militar incluíram diferentes cenários que um soldado pode encontrar com moral e ética diferentes. Em uma operação militar, os soldados são frequentemente solicitados a se envolver em funções de combate, humanitárias e de estabilização. Estes aumentam a ambiguidade de um papel que se pode encontrar e o desafio da ética. Isso também levará os militares a terem que fazer uma chamada difícil em circunstâncias desafiadoras. Mesmo em situações e condições difíceis, os militares ainda precisam seguir regras e regulamentos como: 1) quando a coisa certa a fazer não é imediatamente clara; 2) quando dois ou mais princípios ou valores importantes sustentam ações diferentes e 3) quando algum dano resultará, independentemente das ações tomadas. Essas simulações envolvem condições brutas de vida, privações de sono, limite de tempo e falta ou quantidade ambígua de informações.
Um subconjunto de exercícios simulados é o Table Top Exercise (TTX), normalmente limitado a pessoal sênior que passa pelos processos de tomada de decisão que empregaria em uma crise, uma contingência ou uma guerra geral.